# Gävlebok

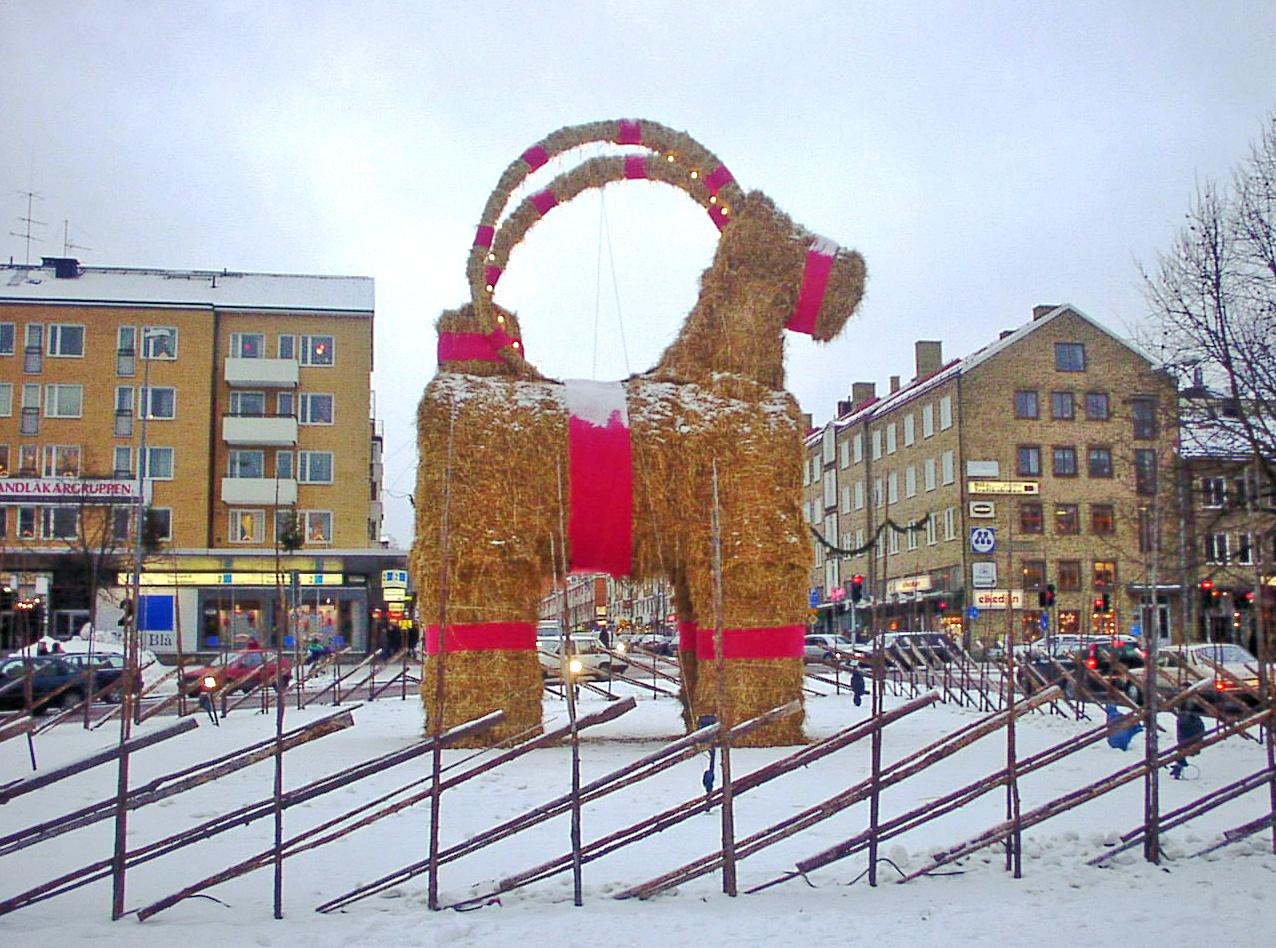
De kerstbok in Gävle, 2003

De Gävlebok (Zweeds: Gävlebocken) is een grote bok van stro die elk jaar begin december in het centrum van de Zweedse stad Gävle wordt opgezet. De kerstbok is een Zweeds symbool voor de kerst. De traditie van deze reuzenbok stamt uit 1966 en is bedacht door Stig Gavlén. De bok wordt bijna elk jaar door vandalen in brand gestoken en heeft het maar enkele keren de hele december overleefd. Anno 2016 was hij in 51 jaar 35 keer verwoest, ondanks extra beveiliging.
- De bok is een bekend symbool voor de stad Gävle.
- Op 27 december 2008 werd de bok door een onbekende aangestoken en verbrandde hij geheel.
- In 2016 gebeurde dat opnieuw. Daarna ging het dankzij hekken en camera's en 24-uurbewaking vier jaar lang goed.[2]
- In de nacht van 16 op 17 december 2021 werd de bok door een onbekende in brand gestoken.
- In december 2023 werd de bok door kauwen aangevreten omdat het stro nog te veel granen had.[3]